# Campeonato de Primera División 1961 (Argentina)
El Campeonato de Primera División de 1961 fue la trigésima primera temporada y el trigésimo tercer torneo de la Primera División argentina de fútbol. Se desarrolló del 16 de abril al 3 de diciembre, en dos ruedas de todos contra todos. 
El campeón fue el Racing Club, dirigido por Saúl Ongaro, que se consagró tras vencer 3–2 a San Lorenzo como local, en un encuentro correspondiente a la vigésima octava fecha, lográndolo con tres jornadas aún por disputarse y sacando el 78% de los puntos. De esta manera, alcanzó su décimo cuarto título y clasificó a la Copa de Campeones de América 1962, edición de la actual Copa Libertadores de América. 
Descendieron a la segunda división, el Club Atlético Los Andes, recién ascendido, y el Club Atlético Lanús, equipos que ocuparon los dos últimos lugares de la tabla de promedios de las tres últimas temporadas.

## Ascensos y descensos
| Pos | Equipo ascendido |
| --- | ---------------- |
| 1.º | Los Andes        |

| Prom | Equipo descendido en la temporada 1960 |
| ---- | -------------------------------------- |
| 16.º | Newell's Old Boys                      |

## Equipos
| Equipo             | Ciudad          |
| ------------------ | --------------- |
| Argentinos Juniors | Buenos Aires    |
| Atlanta            | Buenos Aires    |
| Boca Juniors       | Buenos Aires    |
| Chacarita Juniors  | Villa Maipú     |
| Estudiantes        | La Plata        |
| Ferro Carril Oeste | Buenos Aires    |
| Gimnasia y Esgrima | La Plata        |
| Huracán            | Buenos Aires    |
| Independiente      | Avellaneda      |
| Lanús              | Lanús           |
| Los Andes          | Lomas de Zamora |
| Racing Club        | Avellaneda      |
| River Plate        | Buenos Aires    |
| Rosario Central    | Rosario         |
| San Lorenzo        | Buenos Aires    |
| Vélez Sarsfield    | Buenos Aires    |

### Distribución geográfica de los equipos
| Región                 | Cant. | Equipos |
| ---------------------- | ----- | --- |
| Ciudad de Buenos Aires | 8     | Argentinos Juniors, Atlanta, Boca Juniors, Ferro Carril Oeste, Huracán, River Plate, San Lorenzo y Vélez Sarsfield |
| Conurbano bonaerense   | 5     | Chacarita Juniors, Independiente, Lanús, Los Andes y Racing Club                                                   |
| Ciudad de La Plata     | 2     | Estudiantes y Gimnasia y Esgrima                                                                                   |
| Ciudad de Rosario      | 1     | Rosario Central |

## Tabla de posiciones final
| Pos. | Equipo                  | Pts. | PJ | PG | PE | PP | GF | GC | Dif. |
| ---- | ----------------------- | ---- | -- | -- | -- | -- | -- | -- | ---- |
| 1.º  | Racing Club             | 47   | 30 | 19 | 9  | 2  | 68 | 39 | 29   |
| 2.º  | San Lorenzo             | 40   | 30 | 16 | 8  | 6  | 56 | 35 | 21   |
| 3.º  | River Plate             | 38   | 30 | 15 | 8  | 7  | 53 | 30 | 23   |
| 4.º  | Atlanta                 | 37   | 30 | 13 | 11 | 6  | 49 | 34 | 15   |
| 5.º  | Boca Juniors            | 35   | 30 | 14 | 7  | 9  | 57 | 33 | 24   |
| 6.º  | Independiente           | 33   | 30 | 12 | 9  | 9  | 46 | 40 | 6    |
| 7.º  | Vélez Sársfield         | 31   | 30 | 10 | 11 | 9  | 43 | 38 | 5    |
| 8.º  | Chacarita Juniors       | 31   | 30 | 12 | 7  | 11 | 49 | 53 | −4   |
| 9.º  | Gimnasia y Esgrima (LP) | 28   | 30 | 12 | 4  | 14 | 56 | 53 | 3    |
| 10.º | Huracán                 | 25   | 30 | 7  | 11 | 12 | 43 | 51 | −8   |
| 11.º | Argentinos Juniors      | 24   | 30 | 10 | 4  | 16 | 42 | 56 | −14  |
| 12.º | Lanús                   | 24   | 30 | 7  | 10 | 13 | 36 | 59 | −23  |
| 13.º | Rosario Central         | 23   | 30 | 7  | 9  | 14 | 54 | 69 | −15  |
| 14.º | Estudiantes (LP)        | 22   | 30 | 4  | 14 | 12 | 29 | 47 | −18  |
| 15.º | Ferro Carril Oeste      | 21   | 30 | 8  | 5  | 17 | 38 | 55 | −17  |
| 16.º | Los Andes               | 21   | 30 | 10 | 1  | 19 | 38 | 65 | −27  |

|  | Campeón. Clasificado a la Copa de Campeones de América 1962 |

## Tabla de descenso
| Pos  | Equipo                  | Promedio | 1959 | 1960 | 1961 | Pts | Temp. |
| ---- | ----------------------- | -------- | ---- | ---- | ---- | --- | ----- |
| 1.º  | Racing Club             | 40,67    | 38   | 37   | 47   | 122 | 3     |
| 2.º  | San Lorenzo             | 40,33    | 45   | 36   | 40   | 121 | 3     |
| 3.º  | River Plate             | 36,33    | 32   | 39   | 38   | 109 | 3     |
| 4.º  | Independiente           | 35,67    | 33   | 41   | 33   | 107 | 3     |
| 5.º  | Boca Juniors            | 34,00    | 30   | 37   | 35   | 102 | 3     |
| 6.º  | Atlanta                 | 32,00    | 32   | 27   | 37   | 97  | 3     |
| 7.º  | Vélez Sarsfield         | 30,00    | 26   | 33   | 31   | 90  | 3     |
| 8.º  | Chacarita Juniors       | 29,50    | -    | 28   | 31   | 57  | 2     |
| 9.º  | Argentinos Juniors      | 29,33    | 25   | 39   | 34   | 98  | 3     |
| 10.º | Huracán                 | 27,67    | 30   | 28   | 25   | 83  | 3     |
| 11.º | Gimnasia y Esgrima (LP) | 26,00    | 25   | 25   | 28   | 78  | 3     |
| 12.º | Rosario Central         | 25,00    | 23   | 29   | 23   | 75  | 3     |
| 13.º | Estudiantes (LP)        | 24,33    | 28   | 23   | 22   | 73  | 3     |
| 14.º | Ferro Carril Oeste      | 24,33    | 33   | 19   | 21   | 73  | 3     |
| 15.º | Lanús                   | 24,00    | 27   | 21   | 24   | 72  | 3     |
| 16.º | Los Andes               | 21,00    | -    | -    | 21   | 21  | 1     |

|  |                              |
|  | Descendieron a la Primera B. |

## Resultados
| Fecha 1 16 de abril - Racing Club 3 - Argentinos Juniors 2 - Rosario Central 0 - Boca Juniors 0 - River Plate 5 - Lanús 2 - San Lorenzo 5 - Huracán 2 - Atlanta 2 - Chacarita Juniors 0 - Los Andes 0 - Independiente 3 - Gimnasia (LP) 7 - Ferro 1 - Vélez Sársfield 0 - Estudiantes (LP) 0 Fecha 3 30 de abril - Racing Club 3 - Los Andes 0 - Rosario Central 1 - Independiente 1 - San Lorenzo 1 - Argentinos Juniors 4 - Lanús 0 - Chacarita Juniors 0 - River Plate 2 - Estudiantes (LP) 0 - Gimnasia (LP) 1 - Boca Juniors 3 - Atlanta 4 - Huracán 2 - Vélez Sársfield 2 - Ferro 2 Fecha 5 14 de mayo - Racing Club 2 - Huracán 0 - Gimnasia (LP) 1 - Estudiantes (LP) 1 - Boca Juniors 2 - Independiente 1 - Vélez Sársfield 3 - Lanús 1 - San Lorenzo 1 - Chacarita Juniors 0 - Rosario Central 3 - Ferro 1 - Atlanta 1 - River Plate 1 - Los Andes 3 - Argentinos Juniors 0 Fecha 7 28 de mayo - Racing Club 7 - Chacarita Juniors 2 - San Lorenzo 1 - River Plate 3 - Boca Juniors 4 - Ferro 0 - Rosario Central 0 - Estudiantes (LP) 0 - Argentinos Juniors 0 - Independiente 1 - Vélez Sársfield 1 - Atlanta 3 - Los Andes 1 - Huracán 0 - Gimnasia (LP) 2 - Lanús 0 Fecha 9 16 de julio - Racing Club 2 - River Plate 1 - Boca Juniors 4 - Estudiantes (LP) 0 - San Lorenzo 3 - Vélez Sársfield 1 - Argentinos Juniors 2 - Huracán 1 - Ferro 2 - Independiente 1 - Los Andes 1 - Chacarita Juniors 4 - Rosario Central 1 - Lanús 1 - Gimnasia (LP) 2 - Atlanta 0 Fecha 11 30 de julio - Racing Club 1 - Vélez Sársfield 1 - Boca Juniors 2 - Lanús 2 - Gimnasia (LP) 0 - San Lorenzo 2 - Ferro 3 - Estudiantes (LP) 1 - Los Andes 0 - River Plate 2 - Rosario Central 1 - Atlanta 3 - Argentinos Juniors 0 - Chacarita Juniors 1 - Huracán 0 - Independiente 2 Fecha 13 13 de agosto - Racing Club 1 - Gimnasia (LP) 0 - Argentinos Juniors 1 - River Plate 1 - Los Andes 0 - Vélez Sársfield 1 - Ferro 0 - Lanús 1 - Rosario Central 4 - San Lorenzo 0 - Estudiantes (LP) 3 - Independiente 3 - Huracán 2 - Chacarita Juniors 2 - Boca Juniors 2 - Atlanta 3 Fecha 15 26 de agosto - Huracán 0 - River Plate 0 27 de agosto - Rosario Central 3 - Racing Club 3 - Boca Juniors 1 - San Lorenzo 0 - Argentinos Juniors 1 - Vélez Sársfield 1 - Independiente 1 - Chacarita Juniors 0 - Ferro 1 - Atlanta 4 - Estudiantes (LP) 0 - Lanús 0 - Los Andes 2 - Gimnasia (LP) 1 Fecha 17 10 de septiembre - Racing Club 3 - Boca Juniors 1 - River Plate 0 - Chacarita Juniors 2 - Lanús 0 - Independiente 0 - San Lorenzo 2 - Ferro 1 - Gimnasia (LP) 3 - Argentinos Juniors 1 - Atlanta 1 - Estudiantes (LP) 1 - Rosario Central 4 - Los Andes 3 - Vélez Sársfield 0 - Huracán 1 Fecha 19 24 de septiembre - Racing Club 3 - Ferro 2 - River Plate 3 - Independiente 0 - Los Andes 0 - Boca Juniors 2 - San Lorenzo 3 - Estudiantes (LP) 0 - Vélez Sársfield 3 - Chacarita Juniors 0 - Atlanta 3 - Lanús 2 - Rosario Central 0 - Argentinos Juniors 2 - Gimnasia (LP) 3 - Huracán 3 Fecha 21 8 de octubre - Racing Club 2 - Estudiantes (LP) 1 - Rosario Central 0 - Huracán 3 - Vélez Sársfield 2 - River Plate 1 - Boca Juniors 1 - Argentinos Juniors 3 - San Lorenzo 3 - Lanús 0 - Los Andes 3 - Ferro 0 - Atlanta 4 - Independiente 2 - Gimnasia (LP) 3 - Chacarita Juniors 5 Fecha 23 22 de octubre - Racing Club 5 - Lanús 0 - Argentinos Juniors 1 - Ferro 3 - Boca Juniors 1 - Huracán 1 - Rosario Central 5 - Chacarita Juniors 1 - San Lorenzo 0 - Atlanta 0 - Vélez Sársfield 3 - Independiente 1 - Los Andes 0 - Estudiantes (LP) 3 - Gimnasia (La Plata) 0 - River Plate 2 Fecha 25 31 de octubre - Boca Juniors 6 - Chacarita Juniors 0 1 de noviembre - Racing Club 2 - Atlanta 0 - Los Andes 4 - Lanús 1 - San Lorenzo 0 - Independiente 1 - Ferro 1 - Huracán 1 - Gimnasia (LP) 1 - Vélez Sársfield 0 - Argentinos Juniors 3 - Estudiantes (LP) 1 - Rosario Central 2 - River Plate 4 Fecha 27 12 de noviembre - Racing Club 3 - San Lorenzo 2 - Boca Juniors 3 - River Plate 1 - Huracán 2 - Estudiantes (LP) 0 - Los Andes 2 - Atlanta 0 - Rosario Central 4 - Vélez Sársfield 3 - Ferro 4 - Chacarita Juniors 0 - Argentinos Juniors 5 - Lanús 2 - Gimnasia (LP) 4 - Independiente 3 Fecha 29 26 de noviembre - Racing Club 1 - Independiente 1 - Ferro 1 - River Plate 3 - Argentinos Juniors 1 - Atlanta 1 - Estudiantes (LP) 1 - Chacarita Juniors 1 - Boca Juniors 0 - Vélez Sársfield 0 - Huracán 1 - Lanús 1 - Rosario Central 4 - Gimnasia (LP) 3 - Los Andes 3 - San Lorenzo 5 | Fecha 2 23 de abril - Boca Juniors 0 - Racing Club 1 - Chacarita Juniors 0 - River Plate 3 - Ferro 0 - San Lorenzo 0 - Estudiantes (LP) 0 - Atlanta 0 - Independiente 3 - Lanús 3 - Argentinos Juniors 1 - Gimnasia (LP) 1 - Los Andes 0 - Rosario Central 0 - Huracán 2 - Vélez Sarsfield 2 Fecha 4 7 de mayo - Ferro 1 - Racing Club 3 - Argentinos Juniors 2 - Rosario Central 5 - Independiente 1 - River Plate 1 - Huracán 0 - Gimnasia (LP) 3 - Boca Juniors 0 - Los Andes 1 - Chacarita Juniors 2 - Vélez Sársfield 3 - Lanús 0 - Atlanta 1 - Estudiantes (LP) 1 - San Lorenzo 1 Fecha 6 21 de mayo - River Plate 1 - Vélez Sársfield 0 - Argentinos Juniors 0 - Boca Juniors 3 - Independiente 0 - Atlanta 0 - Chacarita Juniors 5 - Gimnasia (LP) 0 - Lanús 2 - San Lorenzo 2 - Estudiantes (LP) 1 - Racing Club 1 - Huracán 2 - Rosario Central 2 - Ferro 6 - Los Andes 2 Fecha 8 8 de julio - Lanús 1 - Racing Club 4 - Ferro 0 - Argentinos Juniors 1 - River Plate 0 - Gimnasia (LP) 1 - Chacarita Juniors 2 - Rosario Central 1 - Atlanta 1 - San Lorenzo 2 - Estudiantes (LP) 3 - Los Andes 0 - Independiente 0 - Vélez Sársfield 1 - Huracán 2 - Boca Juniors 0 Fecha 10 23 de julio - Atlanta 1 - Racing Club 1 - Estudiantes (LP) 1 - Argentinos Juniors 3 - Chacarita Juniors 0 - Boca Juniors 1 - Lanús 1 - Los Andes 2 - Independiente 0 - San Lorenzo 0 - Huracán 4 - Ferro 1 - River Plate 4 - Rosario Central 2 - Vélez Sársfield 1 - Gimnasia (LP) 1 Fecha 12 6 de agosto - San Lorenzo 2 - Racing Club 2 - Atlanta 4 - Los Andes 0 - River Plate 2 - Boca Juniors 2 - Vélez Sársfield 2 - Rosario Central 2 - Independiente 2 - Gimnasia (LP) 0 - Estudiantes (LP) 0 - Huracán 4 - Lanús 1 - Argentinos Juniors 0 - Chacarita Juniors 1 - Ferro 1 Fecha 14 20 de agosto - Independiente 4 - Racing Club 0 - Atlanta 1 - Argentinos Juniors 2 - San Lorenzo 2 - Los Andes 1 - Chacarita Juniors 1 - Estudiantes (LP) 1 - River Plate 1 - Ferro 0 - Gimnasia (LP) 2 - Rosario Central 1 - Vélez Sársfield 1 - Boca Juniors 1 - Lanús 2 - Huracán 1 Fecha 16 3 de septiembre - Los Andes 0 - Racing Club 3 - Ferro 1 - Vélez Sársfield 0 - Estudiantes (LP) 1 - River Plate 4 - Argentinos Juniors 0 - San Lorenzo 3 - Independiente 3 - Rosario Central 2 - Huracán 1 - Atlanta 1 - Boca Juniors 0 - Gimnasia (LP) 2 - Chacarita Juniors 3 - Lanús 2 Fecha 18 17 de septiembre - Argentinos Juniors 0 - Racing Club 1 - Huracán 0 - San Lorenzo 0 - Boca Juniors 5 - Rosario Central 1 - Ferro 3 - Gimnasia (LP) 0 - Independiente 2 - Los Andes 1 - Estudiantes (LP) 0 - Vélez Sársfield 1 - Chacarita Juniors 1 - Atlanta 0 - Lanús 1 - River Plate 1 Fecha 20 1 de octubre - Huracán 1 - Racing Club 1 - Chacarita Juniors 1 - San Lorenzo 1 - River Plate 1 - Atlanta 1 - Independiente 0 - Boca Juniors 2 - Estudiantes (LP) 2 - Gimnasia (LP) 1 - Lanús 1 - Vélez Sársfield 0 - Ferro 1 - Rosario Central 0 - Argentinos Juniors 2 - Los Andes 1 Fecha 22 15 de octubre - Chacarita Juniors 1 - Racing Club 1 - Ferro 1 - Boca Juniors 2 - Estudiantes (LP) 2 - Rosario Central 2 - River Plate 0 - San Lorenzo 1 - Atlanta 2 - Vélez Sársfield 2 - Independiente 5 - Argentinos Juniors 2 - Lanús 3 - Gimnasia (LP) 1 - Huracán 1 - Los Andes 3 Fecha 24 29 de octubre - River Plate 1 - Racing Club 1 - Atlanta 2 - Gimnasia (LP) 1 - Lanús 3 - Rosario Central 0 - Chacarita Juniors 6 - Los Andes 2 - Huracán 3 - Argentinos Juniors 2 - Estudiantes (LP) 2 - Boca Juniors 2 - Independiente 0 - Ferro 1 - Vélez Sársfield 2 - San Lorenzo 3 Fecha 26 5 de noviembre - Vélez Sársfield 0 - Racing Club 1 - Independiente 4 - Huracán 3 - Lanús 0 - Boca Juniors 5 - Estudiantes (LP) 2 - Ferro 0 - San Lorenzo 4 - Gimnasia (LP) 1 - Atlanta 3 - Rosario Central 1 - River Plate 1 - Los Andes 2 - Chacarita Juniors 2 - Argentinos Juniors 0 Fecha 28 21 de noviembre - River Plate 3 - Argentinos Juniors 0 - Gimnasia (LP) 8 - Racing Club 1 - Chacarita Juniors 5 - Huracán 0 - Atlanta 3 - Boca Juniors 2 - Independiente 1 - Estudiantes (LP) 0 - Vélez Sársfield 3 - Los Andes 1 - Lanús 2 - Ferro 1 - San Lorenzo 4 - Rosario Central 1 Fecha 30 1 de diciembre - River Plate 1 - Huracán 0 2 de diciembre - Gimnasia (LP) 2 - Los Andes 0 3 de diciembre - Racing Club 6 - Rosario Central 2 - Vélez Sársfield 3 - Argentinos Juniors 1 - San Lorenzo 3 - Boca Juniors 0 - Lanús 1 - Estudiantes (LP) 1 - Atlanta 0 - Ferro 0 - Chacarita Juniors 1 - Independiente 1 |

## Descensos y ascensos
Lanús y Los Andes descendieron a Primera B. Con el único ascenso de Quilmes para el Campeonato de 1962, el número de equipos participantes se redujo a 15.

## Goleadores
| Jugador              | Jugador             | Goles | Equipo                  |
| -------------------- | ------------------- | ----- | ----------------------- |
| Bandera de Argentina | José Sanfilippo     | 26    | San Lorenzo             |
| Bandera de Argentina | Luis Artime         | 25    | Atlanta                 |
| Bandera de Brasil    | Paulo Valentim      | 24    | Boca Juniors            |
| Bandera de Argentina | Diego Bayo          | 19    | Gimnasia y Esgrima (LP) |
| Bandera de Argentina | Juan Carlos Lallana | 16    | Lanús                   |